# Nadgorica
Nadgorica, (domače Nádgarca, v Nádgarci, nádgarški, Nádgarčani ali v Nádgorici, nádgoriški, Nádgoričani) je primestno naselje v  Četrtni skupnosti Črnuče, Ljubljana. Po obliki gručasto naselje je navkljub urbanizaciji ohranilo vtis vasi s kozolci pred njo. Leži pod gozdnatim hribom Soteškim hribom, na starem cestnem ovinku proti Šentjakobu. Severno od naselja se širi močvirnata ravnica z gozdovi in zaraščajočimi travniki, južno pa obdelana prodnata ravnica Save. Poleg starejšega vaškega jedra s cerkvijo se zahodno in jugovzhodno od njega širi nekaj ulic novejših družinskih hiš in vil.
V naselju je še gasilski dom in nekaj trgovinic, mimo nje vozi tudi mestna avtobusna linija št. 21. Zanimivost Nadgorice je s skodlami iz skrilavca pokrita obnovljena cerkev Sv. Janeza Krstnika s freskama.